# Cephalops bifidus
Cephalops bifidus är en tvåvingeart som beskrevs av De Meyer och Patrick Grootaert 1990. Cephalops bifidus ingår i släktet Cephalops och familjen ögonflugor. Inga underarter finns listade i Catalogue of Life.